# Tournoi masculin de hockey sur glace aux Jeux olympiques d'hiver de 2026
Cet article concerne l'épreuve masculine. Pour la compétition féminine, voir Tournoi féminin de hockey sur glace aux Jeux olympiques d'hiver de 2026.
Navigation
Pékin 2022 Alpes-françaises 2030
Le tournoi de hockey sur glace masculin aux Jeux olympiques de Milan-Cortina a lieu du 11 au 22 février 2026.

## Qualifications
Les qualifications pour le tournoi masculin sont déterminées par :
- le pays hôte qui est automatiquement qualifié ;
- le classement IIHF établi à l'issue des derniers championnats du monde : les huit meilleures équipes à l'issue du championnat du monde 2023 ;
- trois places issues des tournois de qualification olympiques (TQO).

| Mode de sélection            | Dates                         | Lieux                 | Nombre de places | Qualifiés                                                         |
| ---------------------------- | ----------------------------- | --------------------- | ---------------- | ----------------------------------------------------------------- |
| Pays organisateur            | Pays organisateur             | Pays organisateur     | 1                | Italie                                                            |
| Classement mondial IIHF 2023 | 2 juin 2023                   |                       | 8                | Canada Finlande États-Unis Allemagne Suède Suisse Tchéquie France |
| Tournois de qualification    | 29 août au 1er septembre 2024 | Bratislava, Slovaquie | 1                | Slovaquie                                                         |
| Tournois de qualification    | 29 août au 1er septembre 2024 | Riga, Lettonie        | 1                | Lettonie                                                          |
| Tournois de qualification    | 29 août au 1er septembre 2024 | Aalborg, Danemark     | 1                | Danemark                                                          |
| Total                        |                               |                       | 12               |                                                                   |

## Tournoi olympique

### Tour préliminaire
Les équipes sont réparties en trois groupes de 4 équipes :
| Groupe A                      | Groupe B                        | Groupe C                               |
| ----------------------------- | ------------------------------- | -------------------------------------- |
| Canada France Suisse Tchéquie | Finlande Italie Slovaquie Suède | Allemagne Danemark États-Unis Lettonie |

A l'issue du tour préliminaire, un classement de 1 à 12 est établi. Les critères suivants sont utilisés :
- Classement lors du tour préliminaire ;
- Nombre de points ;
- Meilleure différence de buts ;
- Nombre de buts inscrits ;
- Position dans le classement mondial IIHF.

Les 4 premiers se qualifient directement pour les quarts de finale. Les 8 autres équipes participent au tour qualificatif.
Ce classement des places 1 à 12 sert également à déterminer l'ordre des demi-finales, le mieux classé affrontant le moins bien classé.

#### Groupe A

##### Matchs
| 12 février | Suisse | - | France | PalaItalia |

| Feuille de match | Feuille de match | Feuille de match | Feuille de match | Feuille de match                    |
| ---------------- | ---------------- | ---------------- | ---------------- | ----------------------------------- |
|                  |                  |                  |                  | Arbitrage : et Juges de lignes : et |
|                  |                  |                  |                  |                                     |
|                  |                  |                  |                  |                                     |
|                  |                  |                  |                  |                                     |

| 12 février | Tchéquie | - | Canada | PalaItalia |

| Feuille de match | Feuille de match | Feuille de match | Feuille de match | Feuille de match                    |
| ---------------- | ---------------- | ---------------- | ---------------- | ----------------------------------- |
|                  |                  |                  |                  | Arbitrage : et Juges de lignes : et |
|                  |                  |                  |                  |                                     |
|                  |                  |                  |                  |                                     |
|                  |                  |                  |                  |                                     |

| 13 février | France | - | Tchéquie | PalaItalia |

| Feuille de match | Feuille de match | Feuille de match | Feuille de match | Feuille de match                    |
| ---------------- | ---------------- | ---------------- | ---------------- | ----------------------------------- |
|                  |                  |                  |                  | Arbitrage : et Juges de lignes : et |
|                  |                  |                  |                  |                                     |
|                  |                  |                  |                  |                                     |
|                  |                  |                  |                  |                                     |

| 13 février | Canada | - | Suisse | PalaItalia |

| Feuille de match | Feuille de match | Feuille de match | Feuille de match | Feuille de match                    |
| ---------------- | ---------------- | ---------------- | ---------------- | ----------------------------------- |
|                  |                  |                  |                  | Arbitrage : et Juges de lignes : et |
|                  |                  |                  |                  |                                     |
|                  |                  |                  |                  |                                     |
|                  |                  |                  |                  |                                     |

| 15 février | Suisse | - | Tchéquie | PalaItalia |

| Feuille de match | Feuille de match | Feuille de match | Feuille de match | Feuille de match                    |
| ---------------- | ---------------- | ---------------- | ---------------- | ----------------------------------- |
|                  |                  |                  |                  | Arbitrage : et Juges de lignes : et |
|                  |                  |                  |                  |                                     |
|                  |                  |                  |                  |                                     |
|                  |                  |                  |                  |                                     |

| 15 février | Canada | - | France | PalaItalia |

| Feuille de match | Feuille de match | Feuille de match | Feuille de match | Feuille de match                    |
| ---------------- | ---------------- | ---------------- | ---------------- | ----------------------------------- |
|                  |                  |                  |                  | Arbitrage : et Juges de lignes : et |
|                  |                  |                  |                  |                                     |
|                  |                  |                  |                  |                                     |
|                  |                  |                  |                  |                                     |

##### Classement
| Clt | Équipe   | PJ | V | VP | VF | D | DP | DF | BP | BC | Diff | Pts |
| --- | -------- | -- | - | -- | -- | - | -- | -- | -- | -- | ---- | --- |
| -   | Canada   | 0  | 0 | 0  | 0  | 0 | 0  | 0  | 0  | 0  | 0    | 0   |
| -   | France   | 0  | 0 | 0  | 0  | 0 | 0  | 0  | 0  | 0  | 0    | 0   |
| -   | Suisse   | 0  | 0 | 0  | 0  | 0 | 0  | 0  | 0  | 0  | 0    | 0   |
| -   | Tchéquie | 0  | 0 | 0  | 0  | 0 | 0  | 0  | 0  | 0  | 0    | 0   |

- en gras, qualifié directement pour les quarts de finale
- en italique, participe au tour qualificatif

#### Groupe B
| 11 février | Slovaquie | - | Finlande | PalaItalia |

| Feuille de match | Feuille de match | Feuille de match | Feuille de match | Feuille de match                    |
| ---------------- | ---------------- | ---------------- | ---------------- | ----------------------------------- |
|                  |                  |                  |                  | Arbitrage : et Juges de lignes : et |
|                  |                  |                  |                  |                                     |
|                  |                  |                  |                  |                                     |
|                  |                  |                  |                  |                                     |

| 11 février | Suède | - | Italie | PalaItalia |

| Feuille de match | Feuille de match | Feuille de match | Feuille de match | Feuille de match                    |
| ---------------- | ---------------- | ---------------- | ---------------- | ----------------------------------- |
|                  |                  |                  |                  | Arbitrage : et Juges de lignes : et |
|                  |                  |                  |                  |                                     |
|                  |                  |                  |                  |                                     |
|                  |                  |                  |                  |                                     |

| 13 février | Finlande | - | Suède | PalaItalia |

| Feuille de match | Feuille de match | Feuille de match | Feuille de match | Feuille de match                    |
| ---------------- | ---------------- | ---------------- | ---------------- | ----------------------------------- |
|                  |                  |                  |                  | Arbitrage : et Juges de lignes : et |
|                  |                  |                  |                  |                                     |
|                  |                  |                  |                  |                                     |
|                  |                  |                  |                  |                                     |

| 13 février | Italie | - | Slovaquie | Pavillon Foire de Milan |

| Feuille de match | Feuille de match | Feuille de match | Feuille de match | Feuille de match                    |
| ---------------- | ---------------- | ---------------- | ---------------- | ----------------------------------- |
|                  |                  |                  |                  | Arbitrage : et Juges de lignes : et |
|                  |                  |                  |                  |                                     |
|                  |                  |                  |                  |                                     |
|                  |                  |                  |                  |                                     |

| 14 février | Suède | - | Slovaquie | PalaItalia |

| Feuille de match | Feuille de match | Feuille de match | Feuille de match | Feuille de match                    |
| ---------------- | ---------------- | ---------------- | ---------------- | ----------------------------------- |
|                  |                  |                  |                  | Arbitrage : et Juges de lignes : et |
|                  |                  |                  |                  |                                     |
|                  |                  |                  |                  |                                     |
|                  |                  |                  |                  |                                     |

| 14 février | Finlande | - | Italie | PalaItalia |

| Feuille de match | Feuille de match | Feuille de match | Feuille de match | Feuille de match                    |
| ---------------- | ---------------- | ---------------- | ---------------- | ----------------------------------- |
|                  |                  |                  |                  | Arbitrage : et Juges de lignes : et |
|                  |                  |                  |                  |                                     |
|                  |                  |                  |                  |                                     |
|                  |                  |                  |                  |                                     |

##### Classement
| Clt | Équipe    | PJ | V | VP | VF | D | DP | DF | BP | BC | Diff | Pts |
| --- | --------- | -- | - | -- | -- | - | -- | -- | -- | -- | ---- | --- |
| -   | Finlande  | 0  | 0 | 0  | 0  | 0 | 0  | 0  | 0  | 0  | 0    | 0   |
| -   | Italie    | 0  | 0 | 0  | 0  | 0 | 0  | 0  | 0  | 0  | 0    | 0   |
| -   | Slovaquie | 0  | 0 | 0  | 0  | 0 | 0  | 0  | 0  | 0  | 0    | 0   |
| -   | Suède     | 0  | 0 | 0  | 0  | 0 | 0  | 0  | 0  | 0  | 0    | 0   |

- en gras, qualifié directement pour les quarts de finale
- en italique, participe au tour qualificatif

#### Groupe C
| 12 février | Lettonie | - | États-Unis | PalaItalia |

| Feuille de match | Feuille de match | Feuille de match | Feuille de match | Feuille de match                    |
| ---------------- | ---------------- | ---------------- | ---------------- | ----------------------------------- |
|                  |                  |                  |                  | Arbitrage : et Juges de lignes : et |
|                  |                  |                  |                  |                                     |
|                  |                  |                  |                  |                                     |
|                  |                  |                  |                  |                                     |

| 12 février | Allemagne | - | Danemark | Pavillon Foire de Milan |

| Feuille de match | Feuille de match | Feuille de match | Feuille de match | Feuille de match                    |
| ---------------- | ---------------- | ---------------- | ---------------- | ----------------------------------- |
|                  |                  |                  |                  | Arbitrage : et Juges de lignes : et |
|                  |                  |                  |                  |                                     |
|                  |                  |                  |                  |                                     |
|                  |                  |                  |                  |                                     |

| 14 février | Allemagne | - | Lettonie | Pavillon Foire de Milan |

| Feuille de match | Feuille de match | Feuille de match | Feuille de match | Feuille de match                    |
| ---------------- | ---------------- | ---------------- | ---------------- | ----------------------------------- |
|                  |                  |                  |                  | Arbitrage : et Juges de lignes : et |
|                  |                  |                  |                  |                                     |
|                  |                  |                  |                  |                                     |
|                  |                  |                  |                  |                                     |

| 14 février | États-Unis | - | Danemark | PalaItalia |

| Feuille de match | Feuille de match | Feuille de match | Feuille de match | Feuille de match                    |
| ---------------- | ---------------- | ---------------- | ---------------- | ----------------------------------- |
|                  |                  |                  |                  | Arbitrage : et Juges de lignes : et |
|                  |                  |                  |                  |                                     |
|                  |                  |                  |                  |                                     |
|                  |                  |                  |                  |                                     |

| 15 février | Danemark | - | Lettonie | Pavillon Foire de Milan |

| Feuille de match | Feuille de match | Feuille de match | Feuille de match | Feuille de match                    |
| ---------------- | ---------------- | ---------------- | ---------------- | ----------------------------------- |
|                  |                  |                  |                  | Arbitrage : et Juges de lignes : et |
|                  |                  |                  |                  |                                     |
|                  |                  |                  |                  |                                     |
|                  |                  |                  |                  |                                     |

| 15 février | États-Unis | - | Allemagne | PalaItalia |

| Feuille de match | Feuille de match | Feuille de match | Feuille de match | Feuille de match                    |
| ---------------- | ---------------- | ---------------- | ---------------- | ----------------------------------- |
|                  |                  |                  |                  | Arbitrage : et Juges de lignes : et |
|                  |                  |                  |                  |                                     |
|                  |                  |                  |                  |                                     |
|                  |                  |                  |                  |                                     |

##### Classement
| Clt | Équipe     | PJ | V | VP | VF | D | DP | DF | BP | BC | Diff | Pts |
| --- | ---------- | -- | - | -- | -- | - | -- | -- | -- | -- | ---- | --- |
| -   | Allemagne  | 0  | 0 | 0  | 0  | 0 | 0  | 0  | 0  | 0  | 0    | 0   |
| -   | Danemark   | 0  | 0 | 0  | 0  | 0 | 0  | 0  | 0  | 0  | 0    | 0   |
| -   | États-Unis | 0  | 0 | 0  | 0  | 0 | 0  | 0  | 0  | 0  | 0    | 0   |
| -   | Lettonie   | 0  | 0 | 0  | 0  | 0 | 0  | 0  | 0  | 0  | 0    | 0   |

- en gras, qualifié directement pour les quarts de finale
- en italique, participe au tour qualificatif

### Phase finale et matchs de classement
| Place provisoire | Équipe | G | CG | PJ | Pts | Diff | BP | CM |
| ---------------- | ------ | - | -- | -- | --- | ---- | -- | -- |
| 1                |        | - | 0  | 0  | 0   | 0    | 0  | 0  |
| 2                |        | - | 0  | 0  | 0   | 0    | 0  | 0  |
| 3                |        | - | 0  | 0  | 0   | 0    | 0  | 0  |
| 4                |        | - | 0  | 0  | 0   | 0    | 0  | 0  |
| 5                |        | - | 0  | 0  | 0   | 0    | 0  | 0  |
| 6                |        | - | 0  | 0  | 0   | 0    | 0  | 0  |
| 7                |        | - | 0  | 0  | 0   | 0    | 0  | 0  |
| 8                |        | - | 0  | 0  | 0   | 0    | 0  | 0  |
| 9                |        | - | 0  | 0  | 0   | 0    | 0  | 0  |
| 10               |        | - | 0  | 0  | 0   | 0    | 0  | 0  |
| 11               |        | - | 0  | 0  | 0   | 0    | 0  | 0  |
| 12               |        | - | 0  | 0  | 0   | 0    | 0  | 0  |

- en gras, qualifié directement pour les quarts de finale
- en italique, participe au tour qualificatif

#### Tableau
|  | Tour qualificatif | Tour qualificatif |                        |            | Quarts de finale | Quarts de finale |  |  | Demi-finales | Demi-finales |  |  | Finale     | Finale     |
|  | ----------------- | ----------------- | ---------------------- | ---------- | ---------------- | ---------------- |  |  | ------------ | ------------ |  |  | ---------- | ---------- |
|  |                   |                   |                        |            |                  |                  |  |  |              |              |  |  |            |            |
|  |                   |                   |                        |            | 18 février       | 18 février       |  |  | 20 février   | 20 février   |  |  | 22 février | 22 février |
|  |                   |                   |                        |            | 18 février       | 18 février       |  |  | 20 février   | 20 février   |  |  | 22 février | 22 février |
|  |                   |                   |                        |            | 18 février       | 18 février       |  |  | 20 février   | 20 février   |  |  | 22 février | 22 février |
|  |                   |                   |                        |            | 18 février       | 18 février       |  |  | 20 février   | 20 février   |  |  | 22 février | 22 février |
|  |                   |                   |                        |            | 18 février       | 18 février       |  |  | 20 février   | 20 février   |  |  | 22 février | 22 février |
|  |                   |                   | 0                      |            |                  |                  |  |  | 20 février   | 20 février   |  |  | 22 février | 22 février |
|  | 17 février        |                   |                        |            |                  |                  |  |  | 20 février   | 20 février   |  |  | 22 février | 22 février |
|  |                   |                   | 0                      |            |                  |                  |  |  | 20 février   | 20 février   |  |  | 22 février | 22 février |
|  |                   | 0                 |                        |            |                  |                  |  |  | 20 février   | 20 février   |  |  | 22 février | 22 février |
|  | 18 février        |                   |                        |            |                  |                  |  |  | 20 février   | 20 février   |  |  | 22 février | 22 février |
|  |                   | 0                 |                        |            |                  |                  |  |  | 20 février   | 20 février   |  |  | 22 février | 22 février |
|  |                   |                   | 0                      |            |                  |                  |  |  |              |              |  |  | 22 février | 22 février |
|  |                   |                   |                        |            |                  |                  |  |  |              |              |  |  | 22 février | 22 février |
|  |                   |                   |                        | 0          |                  |                  |  |  |              |              |  |  | 22 février | 22 février |
|  |                   |                   |                        |            |                  |                  |  |  |              |              |  |  | 22 février | 22 février |
|  | 20 février        |                   |                        |            |                  |                  |  |  |              |              |  |  | 22 février | 22 février |
|  |                   |                   |                        |            |                  |                  |  |  |              |              |  |  | 22 février | 22 février |
|  |                   |                   | 0                      |            |                  |                  |  |  |              |              |  |  | 22 février | 22 février |
|  | 17 février        |                   |                        |            |                  |                  |  |  |              |              |  |  | 22 février | 22 février |
|  |                   |                   | 0                      |            |                  |                  |  |  |              |              |  |  | 22 février | 22 février |
|  |                   | 0                 |                        |            |                  |                  |  |  |              |              |  |  | 22 février | 22 février |
|  | 18 février        |                   |                        |            |                  |                  |  |  |              |              |  |  | 22 février | 22 février |
|  |                   | 0                 |                        |            |                  |                  |  |  |              |              |  |  | 22 février | 22 février |
|  |                   |                   | 0                      |            |                  |                  |  |  |              |              |  |  |            |            |
|  |                   |                   |                        |            |                  |                  |  |  |              |              |  |  |            |            |
|  |                   |                   | 0                      |            |                  |                  |  |  |              |              |  |  |            |            |
|  |                   |                   |                        |            |                  |                  |  |  |              |              |  |  |            |            |
|  |                   |                   |                        |            |                  |                  |  |  |              |              |  |  |            |            |
|  |                   |                   |                        |            |                  |                  |  |  |              |              |  |  |            |            |
|  |                   | 0                 |                        |            |                  |                  |  |  |              |              |  |  |            |            |
|  | 17 février        |                   |                        |            |                  |                  |  |  |              |              |  |  |            |            |
|  |                   |                   | 0                      |            |                  |                  |  |  |              |              |  |  |            |            |
|  |                   | 0                 |                        |            |                  |                  |  |  |              |              |  |  |            |            |
|  | 18 février        |                   |                        |            |                  |                  |  |  |              |              |  |  |            |            |
|  |                   | 0                 |                        |            |                  |                  |  |  |              |              |  |  |            |            |
|  |                   |                   | 0                      |            |                  |                  |  |  |              |              |  |  |            |            |
|  |                   |                   |                        |            |                  |                  |  |  |              |              |  |  |            |            |
|  |                   |                   | 0                      |            |                  |                  |  |  |              |              |  |  |            |            |
|  |                   |                   |                        |            |                  |                  |  |  |              |              |  |  |            |            |
|  |                   |                   |                        |            |                  |                  |  |  |              |              |  |  |            |            |
|  |                   |                   | Match pour la 3e place |            |                  |                  |  |  |              |              |  |  |            |            |
|  |                   | 0                 |                        |            |                  |                  |  |  |              |              |  |  |            |            |
|  | 17 février        | 17 février        | 21 février             | 21 février |                  |                  |  |  |              |              |  |  |            |            |
|  | 17 février        | 17 février        | 21 février             | 21 février | 0                |                  |  |  |              |              |  |  |            |            |
|  |                   | 0                 |                        | 0          |                  |                  |  |  |              |              |  |  |            |            |
|  |                   |                   |                        | 0          |                  |                  |  |  |              |              |  |  |            |            |
|  |                   | 0                 |                        |            |                  | 0                |  |  |              |              |  |  |            |            |
|  |                   | 0                 |                        |            |                  | 0                |  |  |              |              |  |  |            |            |

#### Tour qualificatif
| 17 février |  | - |  | PalaItalia |

| Feuille de match | Feuille de match | Feuille de match | Feuille de match | Feuille de match                    |
| ---------------- | ---------------- | ---------------- | ---------------- | ----------------------------------- |
|                  |                  |                  |                  | Arbitrage : et Juges de lignes : et |
|                  |                  |                  |                  |                                     |
|                  |                  |                  |                  |                                     |
|                  |                  |                  |                  |                                     |

| 17 février |  | - |  | Pavillon Foire de Milan |

| Feuille de match | Feuille de match | Feuille de match | Feuille de match | Feuille de match                    |
| ---------------- | ---------------- | ---------------- | ---------------- | ----------------------------------- |
|                  |                  |                  |                  | Arbitrage : et Juges de lignes : et |
|                  |                  |                  |                  |                                     |
|                  |                  |                  |                  |                                     |
|                  |                  |                  |                  |                                     |

| 17 février |  | - |  | PalaItalia |

| Feuille de match | Feuille de match | Feuille de match | Feuille de match | Feuille de match                    |
| ---------------- | ---------------- | ---------------- | ---------------- | ----------------------------------- |
|                  |                  |                  |                  | Arbitrage : et Juges de lignes : et |
|                  |                  |                  |                  |                                     |
|                  |                  |                  |                  |                                     |
|                  |                  |                  |                  |                                     |

| 17 février |  | - |  | PalaItalia |

| Feuille de match | Feuille de match | Feuille de match | Feuille de match | Feuille de match                    |
| ---------------- | ---------------- | ---------------- | ---------------- | ----------------------------------- |
|                  |                  |                  |                  | Arbitrage : et Juges de lignes : et |
|                  |                  |                  |                  |                                     |
|                  |                  |                  |                  |                                     |
|                  |                  |                  |                  |                                     |

#### Quarts de finale
| 18 février |  | - |  | PalaItalia |

| Feuille de match | Feuille de match | Feuille de match | Feuille de match | Feuille de match                    |
| ---------------- | ---------------- | ---------------- | ---------------- | ----------------------------------- |
|                  |                  |                  |                  | Arbitrage : et Juges de lignes : et |
|                  |                  |                  |                  |                                     |
|                  |                  |                  |                  |                                     |
|                  |                  |                  |                  |                                     |

| 18 février |  | - |  | Pavillon Foire de Milan |

| Feuille de match | Feuille de match | Feuille de match | Feuille de match | Feuille de match                    |
| ---------------- | ---------------- | ---------------- | ---------------- | ----------------------------------- |
|                  |                  |                  |                  | Arbitrage : et Juges de lignes : et |
|                  |                  |                  |                  |                                     |
|                  |                  |                  |                  |                                     |
|                  |                  |                  |                  |                                     |

| 18 février |  | - |  | PalaItalia |

| Feuille de match | Feuille de match | Feuille de match | Feuille de match | Feuille de match                    |
| ---------------- | ---------------- | ---------------- | ---------------- | ----------------------------------- |
|                  |                  |                  |                  | Arbitrage : et Juges de lignes : et |
|                  |                  |                  |                  |                                     |
|                  |                  |                  |                  |                                     |
|                  |                  |                  |                  |                                     |

| 18 février |  | - |  | PalaItalia |

| Feuille de match | Feuille de match | Feuille de match | Feuille de match | Feuille de match                    |
| ---------------- | ---------------- | ---------------- | ---------------- | ----------------------------------- |
|                  |                  |                  |                  | Arbitrage : et Juges de lignes : et |
|                  |                  |                  |                  |                                     |
|                  |                  |                  |                  |                                     |
|                  |                  |                  |                  |                                     |

#### Demi-finales
| 20 février |  | - |  | PalaItalia |

| Feuille de match | Feuille de match | Feuille de match | Feuille de match | Feuille de match                    |
| ---------------- | ---------------- | ---------------- | ---------------- | ----------------------------------- |
|                  |                  |                  |                  | Arbitrage : et Juges de lignes : et |
|                  |                  |                  |                  |                                     |
|                  |                  |                  |                  |                                     |
|                  |                  |                  |                  |                                     |

| 20 février |  | - |  | PalaItalia |

| Feuille de match | Feuille de match | Feuille de match | Feuille de match | Feuille de match                    |
| ---------------- | ---------------- | ---------------- | ---------------- | ----------------------------------- |
|                  |                  |                  |                  | Arbitrage : et Juges de lignes : et |
|                  |                  |                  |                  |                                     |
|                  |                  |                  |                  |                                     |
|                  |                  |                  |                  |                                     |

#### Match pour la troisième place
| 21 février |  | - |  | PalaItalia |

| Feuille de match | Feuille de match | Feuille de match | Feuille de match | Feuille de match                    |
| ---------------- | ---------------- | ---------------- | ---------------- | ----------------------------------- |
|                  |                  |                  |                  | Arbitrage : et Juges de lignes : et |
|                  |                  |                  |                  |                                     |
|                  |                  |                  |                  |                                     |
|                  |                  |                  |                  |                                     |

#### Finale
| 22 février |  | - |  | PalaItalia |

| Feuille de match | Feuille de match | Feuille de match | Feuille de match | Feuille de match                    |
| ---------------- | ---------------- | ---------------- | ---------------- | ----------------------------------- |
|                  |                  |                  |                  | Arbitrage : et Juges de lignes : et |
|                  |                  |                  |                  |                                     |
|                  |                  |                  |                  |                                     |
|                  |                  |                  |                  |                                     |

## Classement final
| Place                               | Équipe |
| ----------------------------------- | ------ |
| Médaille d'or, Jeux olympiques      |        |
| Médaille d'argent, Jeux olympiques  |        |
| Médaille de bronze, Jeux olympiques |        |
| 4                                   |        |
| 5                                   |        |
| 6                                   |        |
| 7                                   |        |
| 8                                   |        |
| 9                                   |        |
| 10                                  |        |
| 11                                  |        |
| 12                                  |        |

## Récompenses individuelles
| Poste      | Joueurs |
| ---------- | ------- |
| Gardien    | [[]]    |
| Défenseurs | [[]]    |
| Défenseurs | [[]]    |
| Attaquants | [[]]    |
| Attaquants | [[]]    |
| Attaquants | [[]]    |
| MVP        | [[]]    |

| Poste     | Joueurs |
| --------- | ------- |
| Gardien   | [[]]    |
| Défenseur | [[]]    |
| Attaquant | [[]]    |

## Statistiques individuelles
Pour les significations des abréviations, voir statistiques du hockey sur glace.
| Clt | Joueur | Équipe | PJ | B | A | Pts | Pun | +/- |
| --- | ------ | ------ | -- | - | - | --- | --- | --- |
| 1   | [[]]   |        | 0  | 0 | 0 | 0   | 0   | 0   |
| 2   | [[]]   |        | 0  | 0 | 0 | 0   | 0   | 0   |
| 3   | [[]]   |        | 0  | 0 | 0 | 0   | 0   | 0   |
| 4   | [[]]   |        | 0  | 0 | 0 | 0   | 0   | 0   |
| 5   | [[]]   |        | 0  | 0 | 0 | 0   | 0   | 0   |
| 6   | [[]]   |        | 0  | 0 | 0 | 0   | 0   | 0   |
| 7   | [[]]   |        | 0  | 0 | 0 | 0   | 0   | 0   |
| 8   | [[]]   |        | 0  | 0 | 0 | 0   | 0   | 0   |
| 9   | [[]]   |        | 0  | 0 | 0 | 0   | 0   | 0   |
| 10  | [[]]   |        | 0  | 0 | 0 | 0   | 0   | 0   |

| Clt                                                                                               | Joueur | Équipe | PJ | Min       | BC | Moy | %Arr | Bl |
| ------------------------------------------------------------------------------------------------- | ------ | ------ | -- | --------- | -- | --- | ---- | -- |
| 1                                                                                                 | [[]]   |        | 0  | 0 min 0 s | 0  | 0   | 0    | 0  |
| 2                                                                                                 | [[]]   |        | 0  | 0 min 0 s | 0  | 0   | 0    | 0  |
| 3                                                                                                 | [[]]   |        | 0  | 0 min 0 s | 0  | 0   | 0    | 0  |
| 4                                                                                                 | [[]]   |        | 0  | 0 min 0 s | 0  | 0   | 0    | 0  |
| 5                                                                                                 | [[]]   |        | 0  | 0 min 0 s | 0  | 0   | 0    | 0  |
| 6                                                                                                 | [[]]   |        | 0  | 0 min 0 s | 0  | 0   | 0    | 0  |
| 7                                                                                                 | [[]]   |        | 0  | 0 min 0 s | 0  | 0   | 0    | 0  |
| 8                                                                                                 | [[]]   |        | 0  | 0 min 0 s | 0  | 0   | 0    | 0  |
| 9                                                                                                 | [[]]   |        | 0  | 0 min 0 s | 0  | 0   | 0    | 0  |
| 10                                                                                                | [[]]   |        | 0  | 0 min 0 s | 0  | 0   | 0    | 0  |
| Nota : seuls sont classés les gardiens ayant joué au minimum 40 % du temps de jeu de leur équipe. |        |        |    |           |    |     |      |    |